# Bitwa pod Dimbos
Bitwa pod Dimbos miała miejsce w roku 1303 pomiędzy siłami bizantyjskimi a Osmanami.
Po bitwie na równinie Bafeus w roku 1302 wojska tureckie z rejonów Anatolii nasiliły ataki łupieżcze na pobliskie tereny bizantyjskie.
Cesarz bizantyjski Andronik II Paleolog podjął wówczas próby nawiązania sojuszu z mongolskimi Ilchanidami skierowanego przeciwko osmańskiemu zagrożeniu. Gdy to się nie powiodło rozpoczął przygotowania do obrony granicy siłami własnej armii.
O bitwie wspominają późniejsze przekazy źródłowe oraz legendy. Według Theodorosa Spandounesa, Dimbos (Dinboz – nazwa wywodzi się od słów din bozmak – zmiana wiary) było pierwszym miastem bizantyjskim, które wpadło w ręce Osmanów. Kronikarz Aşıkpaşazade zebrał informacje na temat bitwy pod Koyunhisar (Bafeus) z innych kronik umiejscawiając to wydarzenie w pobliżu miasta Dimbos.
Siły bizantyjskie w Anatolii skupione były w garnizonach kilku miast m.in. Adranos (obecnie Orhaneli), Bidnos, Kestel (obecnie Erdoğan) oraz Kete (obecnie Ürünlü).
Wiosną 1303 r. armia bizantyjska pomaszerowała w kierunku Yenişehir, jednego z najważniejszych miast osmańskich położonym na północny wschód od Bursy. Po drodze w rejonie miasta Dinbos doszło do bitwy z Osmanami. W wyniku starcia Osman I zwyciężył wojsko bizantyjskie a obie strony poniosły znaczne straty. Po stronie tureckiej zginął m.in. bratanek Osmana Aydoğdu, natomiast po stronie bizantyjskiej dowódcy garnizonów Kestel i Dinbos. Z pola bitwy udało się zbiec dowódcy garnizonu Kete, który szukał schronienia w twierdzy Lopardion (obecnie Ulubat). Podczas ucieczki został on jednak pojmany przez Osmanów i z rozkazu Osmana stracony pod murami Kete, co zmusiło obrońców miasta do kapitulacji.